# Bouygues Telecom
Bouygues Telecom, «Буиг телеком» — французская телекоммуникационная компания, предоставляет услуги сотовой и стационарной связи, доступа к сети интернет и IPTV. Исторически это третий из четырёх французских национальных операторов мобильной связи, появившийся после Orange и SFR и до Free Mobile.
Группе Bouygues принадлежит 90,5 % акций компании. Миноритарным акционером является рекламное агентство JCDecaux, которому принадлежит 9,5 % акций.
В 1994 году Bouygues получила лицензию на развитие сотовой связи, дочерняя компания Bouygues Telecom начала работу 29 мая 1996 года. В декабре 1997 года Bouygues Telecom, Telecom Italia, Veba Telecom создали совместное предприятие 9 Telecom, которое начало развивать сеть стационарной связи. В 2011 году был запущен бренд мобильной связи B&YOU. В октябре 2013 года начала работу сеть 4G. В феврале 2024 года за 950 млн евро был куплен виртуальный мобильный оператор La Poste Telecom, он был совместным предприятием La Poste (51 %) и SFR (49 %) и обслуживал 2,3 млн абонентов.
По состоянию на конец 2023 года во Франции у компании было 15,7 млн абонентов мобильных услуг, 4,9 млн абонентов стационарной связи и 3,6 млн абонентов широкополосного доступа к интернету (FTTH).
Была спонсором шоссейной велокоманды Bbox Bouygues Telecom с 2005 по 2010 год.